# John McSorley
John McSorley (John Victor McSorley; * 18. September 1941) ist ein ehemaliger britischer Speerwerfer und Kugelstoßer.
1962 schied er beim Speerwurf der Leichtathletik-Europameisterschaften in Belgrad in der Qualifikation aus. Bei den British Empire and Commonwealth Games in Perth wurde er für England startend Neunter im Speerwurf und kam im Kugelstoßen auf den 16. Platz.
Bei den British Commonwealth Games 1970 in Edinburgh gewann er Silber im Speerwurf.
1962 wurde er Englischer Meister im Speerwurf.

## Persönliche Bestleistungen
- Kugelstoßen: 13,61 m, 1965
- Speerwurf: 79,25 m, 14. Juli 1962, London